# جوزيف سينات
جوزيف سينات (13 مارس 1865 – القرن العشرين) هو مبارز بالسيف فرنسي راحل، مثّل بلاده في الألعاب الأولمبية الصيفية 1900.

## روابط رياضية
جوزيف سينات على موقع أوليمبيديا (الإنجليزية)